# Анита Милс
Анита Милс (на английски: Anita Mills) е американска писателка на произведения в жанра исторически любовен роман.

## Биография и творчество
Анита Милс е родена през 1941 г. в Мейсвил, Мисури, САЩ.
Работи като преподавател по история и английски език. В средата на 80-те години, докато отглежда деца си, се насочва към писателската кариера.
Първият ѝ роман „Scandal Bound“ (Скандална връзка) е публикуван през 1987 г. и е приет добре от читатели и критика. През същата година е публикуван и първият ѝ роман „Lady of Fire“ от поредицата ѝ „Огън“.
През 1999 г. прекратява дейността си на писател.
Анита Милс живее със семейството си в Платсбърг, Мисури.

## Произведения

### Самостоятелни романи
- Scandal Bound (1987)
- The Duke's Double (1988)
- Duel of Hearts (1988)
- Newmarket Match (1989)
- Follow the Heart (1990)
- The Devil's Match (1991)
- Miss Gordon's Mistake (1991)
- The Rogue's Return (1992)
- Autumn Rain (1993)
- Falling Stars (1993)
- Secret Nights (1994)
- Comanche Moon (1995)
- Comanche Rose (1996)
- Dangerous (1996)
Опасен мъж, изд.: ИК „Хермес“, Пловдив (1997), прев. Мария Хаджимитева
- Bittersweet (1997)
Горчиво и сладко, изд.: ИК „Хермес“, Пловдив (1998), прев. Радостина Михова, Галина Иванова
- No Sweeter Wine (1999)

### Серия „Огън“ (Fire)
1. Lady of Fire (1987)
2. Fire and Steel (1988)
3. Hearts of Fire (1989)
4. The Fire and the Fury (1991)
5. Winter Roses (1992)

### Сборници
- A Regency Christmas II (1990) – с Мери Балог, Карла Кели, Мери Джо Пътни и Шийла Уолш
- „Black Magic“ във „Full Moon Magic“ (1992) – с Мери Балог, Гейл Бък, Шарлът Луис Долан и Патриша Райс
- Rakes and Rogues (1993) – с Мери Балог, Мелинда Макрей, Мери Джо Пътни и Мора Зигър
- Moonlight Lovers (1993) – с Мери Балог, Джо Бевърли, Патриша Райс и Мора Зигър
- From the Heart (1994) – с Мери Балог, Ан Барбър, Сандра Хийт, Мелинда Макрей и Салваторе Раймондо
- Cherished Moments (1994) – с Розан Битнер и Арнет Лъм
- Christmas Rogues (1995) – с Миранда Джарет и Патриша Потър
- Dashing and Dangerous: More Rakes And Rogues (1995) – с Мери Балог, Едит Лейтън, Мелинда Макрей и Мери Джо Пътни
- Unchained Lightning (1996) – с Лин Майкълс, Патриша Потър и Вивиан Вон
- Under the Mistletoe (2014) – с Шерил Бодин, Рейн Кантрел, Катрин Кингсли и Тифани Уайт